# Туронские мученики

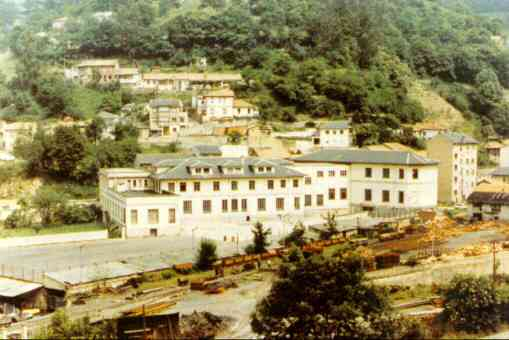
Школа Богоматери Ковадонги в Туроне, Астурия.

Туронские мученики (исп. Mártires de Turón) — группа из девяти святых Римско-католической церкви: восьми братьев христианских школ (ласаллианцев) и священника-пассиониста, которые были расстреляны испанскими повстанцами во время восстания в Астурии 9 октября 1934 года.
Римский папа Иоанн Павел II объявил девять туронских мучеников досточтимыми 7 сентября 1989 года, беатифицировал их 29 апреля 1990 года и канонизировал 21 ноября 1999 года.
День памяти мучеников отмечается 9 октября.

## История
В октябре 1934 года, после объявления всеобщей забастовки, шахтёры Астурии вооружились и скоординированно захватили несколько городов и создав «революционные комитеты». Ласаллианская школа Богоматери Ковадонги раздражала повстанцев в Туроне из-за религиозного влияния, которое она якобы оказывала на молодежь. В пятницу, 5 октября 1934 года, они ворвались в школу под предлогом проверки, не спрятано ли внутри оружие. Они арестовали всех присутствующих братьев, а также священника-пассиониста, пришедшего выслушать исповеди учеников.
В течение следующих дней их судил революционный суд и приговорил к смертной казни. Рано утром 9 октября 1934 года они были расстреляны и похоронены в общей могиле.
Восстание шахтёров было вскоре подавлено правительственными войсками, при этом погибло более трёх тысяч. Правительственные силы возглавлял генерал Франсиско Франко, который через два года сам восстал против правительства.

## Список мучеников
Девять туронских мучеников:
1. брат Кирилл Бертрам (Сирило Бертран, исп. Cirilo Bertrán), в миру Хосе Санс Техедор (исп. José Sanz Tejedor). Родился 20 марта 1888 года в Лерме, Бургос в бедной семье. Вступил в орден ласаллианцев в возрасте 19 лет, преподавал. В 1918 года семь лет руководил школой в Исле, затем в Сантандере. В 1933 году ему было поручена школа Богоматери Ковадонги в Туроне.
2. брат Марциан Иосиф (Марсиано Хосе, исп. Marciano José), в миру Филомено Лопес Лопес (исп. Filomeno Lopez Lopez). Родился 15 ноября 1900 года в Эль-Педрегале, Гвадалахара. Уже в 1912 году он присоединился к ордену ласаллианцев, в 25 лет принёс монашеские обеты. В 1934 году его перевели в Турон на место другого брата, который опасался за свою жизнь.
3. брат Юлиан Альфред (Хулиан Альфредо, исп. Julián Alfredo), в миру Вильфридо Фернандес Сапико (исп. Vilfrido Fernández Zapico). Родился 24 декабря 1903 года в Сифуэнтес-де-Руэда, Леон. В 17 лет поступил в новициат к францисканцам, но заболел и вернулся домой. После выздоровления присоединился к ордену ласаллианцев; в возрасте 30 лет принёс монашеские обеты и устроился в школу в Туроне.
4. брат Викториан Пий (Викториано Пио, исп. Victoriano Pío), в миру Клаудио Бернабе Кано (исп. Claudio Bernabé Cano). Родился 7 июля 1905 года в Сан-Мильян-де-Ларе, Бургос. Учился в школе ласаллианцев в Бухедо, а затем вступил в орден; в 1930 году принёс монашеские обеты. Начал работать учителем, одновременно руководя школьным хором. В школу в Туроне был направлен в сентябре 1934 года.
5. брат Вениамин Юлиан (Бенджамин Хулиан, исп. Benjamín Julián), в миру Висенте Алонсо Андрес (исп. Vicente Alonso Andrés). Родился 7 октября 1908 года в Харамильо-де-ла-Фуэнте, Бургос. В 1920 году присоединился к ласаллианцам. Устроился учителем в школе Сантьяго-де-Компостела. Когда его назначили в школу в Туроне, родители учеников попытались не допустить перевода любимого учителя. Монашеские обеты принёс в 1933 году.
6. брат Августин Андрей (Аугусто Андрес, исп. Augusto Andrés), в миру Роман Мартинес Фернандес (исп. Ramón Martín Fernández). Родился 9 мая 1910 года в Сантандере в семье военного, что отразилось на его характере. Мать сначала была против его намерения стать монахом, но поменяла мнение после того, как сын тяжело заболел. Выздоровев, он поступил в новициат к ласаллианцам в Бухедо. Устроился в школу в Туроне за год до своей смерти и не успел принести монашеские обеты.
7. брат Бенедикт Иисуса (Бенито де Хесус, исп. Benito de Jesús), в миру Эктор Вальдивьельсо Саес (исп. Héctor Valdivielso Sáez). Родился 31 октября 1910 года в Буэнос-Айресе, Аргентина в семье испанских эмигрантов. В 1914 году семья вернулась и Испанию и поселилась в Бривьеске, Бургос. Поступил послушником к ласаллианцам в Бухедо и планировал заняться миссионерской деятельностью на родине. В 1929 году его назначили преподавать в школе в Асторге, а в 1933 году перевели в школу в Туроне.
8. брат Аникет Адольф (Анисето Адольфо, исп. Aniceto Adolfo), в миру Мануэль Секо Гутьеррес (исп. Manuel Seco Gutiérrez). Родился 4 октября 1912 года в Селада Марлантесе, Кантабрия, самый молодой из девяти мучеников. Воспитан овдовевшим отцом; оба его брата тоже вступили в орден ласаллианцев. В 1933 году получил право преподавания и устроился на работу в Вальядолид, позже был переведён в школу в Туроне.
9. отец Иннокентий Непорочного Зачатия (Иносенсио де ла Инмакулада Консепсьон, исп. Inocencio de la Inmaculada Concepción), в миру Мануэль Канура Арнау (исп. Manuel Canoura Arnau). Родился 10 марта 1887 года в Санта-Силья-ду-Валадуро, Фос. В возрасте 14 лет поступил в семинарию пассионистов в Пеньяфьеле, рукоположен в сан священника в 1920 году. Проповедовал в регионе и преподавал в различных школах. В Мьересе ласаллианцы попросили выслушать исповеди детей в их школах, в том числе в школе в Туроне.

Они были беатифицированы и канонизированы одновременно с другим братом христианских школ — Хайме Иларио Барбалем, — которого судили и расстреляли в 1937 году. Он не входит в число туронских мучеников.